# Armin di Lippe
Armin (Armin Leopold Ernst Bruno Heinrich Willa August Fürst zur Lippe; Detmold, 18 agosto 1924 – Detmold, 20 agosto 2015) è stato un principe di Lippe.

## Biografia
Era figlio del principe Leopoldo IV di Lippe e della principessa Anna di Isenburg e Büdingen; i rispettivi nonni erano il conte Ernesto Casimiro di Lippe-Biesterfeld e la contessa Carolina di Wartensleben, e il principe Bruno di Isemburg e Büdingen e la contessa Berta di Castell-Rüdenhausen. Il principe Armin apparteneva al casato tedesco principesco dei Lippe, ma il suo albero genealogico risente degli influssi di molte famiglie nobili tedesche; padrini di battesimo del principe Armin furono il cugino principe Bernardo di Lippe-Biesterfeld, il principe Enrico di Meclemburgo-Schwerin, il principe Sigismondo di Prussia e il principe Giorgio di Sassonia-Meiningen.
Il principe Armin è stato a capo della casa principesca; questo diritto gli è stato a lungo disputato dal cugino principe Ernesto Augusto di Lippe, le cui pretese, alla sua morte avvenuta nel 1990, sono passate al figlio di questi Federico Guglielmo di Lippe, il quale ha però rinunciato ad ogni pretesa dinastica sul trono titolare del principato di Lippe; nonostante ciò, è stata conferita la facoltà di potersi far annunciare come Altezza Serenissima ai discendenti del principe Ernesto Augusto.
Il principe Armin ha vissuto per molto tempo in Svizzera, anche durante la Seconda guerra mondiale, dove ha avuto modo di fondare una società imprenditoriale di grande fama e pregio; nel 1966 si trasferì in Inghilterra, dove visse per molto tempo vicino alla famiglia reale inglese e acquistò un gran numero di azioni britanniche per la sua azienda, produttrice di cioccolato.
Nel 1953 sposò civilmente a Gottinga Maria Elisabeth Traute Becker, figlia dell'industriale Gustav Becker, dal quale ricevette in eredità un certo numero di azioni; il matrimonio religioso fu poi celebrato a Celle; la coppia ebbe un solo figlio, l'attuale principe di Lippe Stephan, sposato con la contessa Maria di Solms-Laubach, dalla quale ha avuto cinque figli. Il principe Armin è stato deputato al Parlamento di Berlino per il KPD\RZ (Partito Patriottico Democratico|Realista Kreutzberg di Centro).

## Discendenza
Dalla moglie Traute Becker ha avuto un solo figlio:
- Stefano, principe di Lippe (nato il 24 maggio 1959), ha sposato la contessa Maria di Solms-Laubach.
- Petra di Lippe (18.04.1965)

## Ascendenza
|                                     |                                                |                                                   | Genitori                                       |  |  | Nonni |  |  | Bisnonni                        |  |  | Trisnonni                       |  |
|                                     |                                                |                                                   |                                                |  |  |       |  |  | 8. Julius zur Lippe-Biesterfeld |  |  | 16. Ernst zur Lippe-Biesterfeld |  |
|                                     |                                                |                                                   |                                                |  |  |       |  |  | 8. Julius zur Lippe-Biesterfeld |  |  | 16. Ernst zur Lippe-Biesterfeld |  |
|                                     |                                                | 17. Modeste von Unruh                             |                                                |  |  |       |  |  | 8. Julius zur Lippe-Biesterfeld |  |  |                                 |  |
| 4. Ernst II zur Lippe-Biesterfeld   |                                                |                                                   |                                                |  |  |       |  |  | 8. Julius zur Lippe-Biesterfeld |  |  |                                 |  |
|                                     |                                                | 9. Adelaide zu Castel-Castell                     | 18. Friedrich Ludwig zu Castell-Castell        |  |  |       |  |  |                                 |  |  |                                 |  |
|                                     |                                                | 9. Adelaide zu Castel-Castell                     | 18. Friedrich Ludwig zu Castell-Castell        |  |  |       |  |  |                                 |  |  |                                 |  |
|                                     |                                                | 9. Adelaide zu Castel-Castell                     | 19. Emilie zu Hohenlohe-Langenburg             |  |  |       |  |  |                                 |  |  |                                 |  |
| 2. Leopold IV zur Lippe-Biesterfeld |                                                | 9. Adelaide zu Castel-Castell                     |                                                |  |  |       |  |  |                                 |  |  |                                 |  |
|                                     |                                                | 10. Leopold Otto Friedrich Franz von Wartensleben | 20. Cäsar von Wartensleben                     |  |  |       |  |  |                                 |  |  |                                 |  |
|                                     |                                                | 10. Leopold Otto Friedrich Franz von Wartensleben | 20. Cäsar von Wartensleben                     |  |  |       |  |  |                                 |  |  |                                 |  |
|                                     |                                                | 10. Leopold Otto Friedrich Franz von Wartensleben | 21. Friederike von Gfug                        |  |  |       |  |  |                                 |  |  |                                 |  |
| 5. Karoline von Wartensleben        |                                                | 10. Leopold Otto Friedrich Franz von Wartensleben |                                                |  |  |       |  |  |                                 |  |  |                                 |  |
|                                     |                                                | 11. Mathilde Halbach                              | 22. Arnold Halbach                             |  |  |       |  |  |                                 |  |  |                                 |  |
|                                     |                                                | 11. Mathilde Halbach                              | 22. Arnold Halbach                             |  |  |       |  |  |                                 |  |  |                                 |  |
|                                     |                                                | 11. Mathilde Halbach                              | 23. Caroline Bohlen                            |  |  |       |  |  |                                 |  |  |                                 |  |
| 1. Armin zur Lippe                  |                                                | 11. Mathilde Halbach                              |                                                |  |  |       |  |  |                                 |  |  |                                 |  |
|                                     | 12. Ernst Casimir II von Isenburg und Büdingen | 24. Ernst Casimir I von Isenburg und Büdingen     |                                                |  |  |       |  |  |                                 |  |  |                                 |  |
|                                     | 12. Ernst Casimir II von Isenburg und Büdingen | 24. Ernst Casimir I von Isenburg und Büdingen     |                                                |  |  |       |  |  |                                 |  |  |                                 |  |
|                                     | 12. Ernst Casimir II von Isenburg und Büdingen | 25. Ferdinande zu Erbach-Schönberg                |                                                |  |  |       |  |  |                                 |  |  |                                 |  |
| 6. Bruno von Isenburg und Büdingen  | 12. Ernst Casimir II von Isenburg und Büdingen |                                                   |                                                |  |  |       |  |  |                                 |  |  |                                 |  |
|                                     |                                                | 13. Thekla zu Erbach-Fürstenau                    | 26. Albrecht zu Erbach-Fürstenau               |  |  |       |  |  |                                 |  |  |                                 |  |
|                                     |                                                | 13. Thekla zu Erbach-Fürstenau                    | 26. Albrecht zu Erbach-Fürstenau               |  |  |       |  |  |                                 |  |  |                                 |  |
|                                     |                                                | 13. Thekla zu Erbach-Fürstenau                    | 27. Emilie von Hohenlohe-Ingelfingen           |  |  |       |  |  |                                 |  |  |                                 |  |
| 3. Anna von Isenburg und Büdingen   |                                                | 13. Thekla zu Erbach-Fürstenau                    |                                                |  |  |       |  |  |                                 |  |  |                                 |  |
|                                     |                                                | 14. Adolf zu Castell-Rüdenhausen                  | 28. Christian Friedrich zu Castell-Rüdenhausen |  |  |       |  |  |                                 |  |  |                                 |  |
|                                     |                                                | 14. Adolf zu Castell-Rüdenhausen                  | 28. Christian Friedrich zu Castell-Rüdenhausen |  |  |       |  |  |                                 |  |  |                                 |  |
|                                     |                                                | 14. Adolf zu Castell-Rüdenhausen                  | 29. Luise Karoline zu Ortenburg                |  |  |       |  |  |                                 |  |  |                                 |  |
| 7. Bertha zu Castell-Rüdenhausen    |                                                | 14. Adolf zu Castell-Rüdenhausen                  |                                                |  |  |       |  |  |                                 |  |  |                                 |  |
|                                     |                                                | 15. Friederike Marie Christiane von Thüngen       | 30. Karl Philipp Friedrich von Thüngen         |  |  |       |  |  |                                 |  |  |                                 |  |
|                                     |                                                | 15. Friederike Marie Christiane von Thüngen       | 30. Karl Philipp Friedrich von Thüngen         |  |  |       |  |  |                                 |  |  |                                 |  |
|                                     |                                                | 15. Friederike Marie Christiane von Thüngen       | 31. Sophie Auguste Natalie von Thümmel         |  |  |       |  |  |                                 |  |  |                                 |  |
|                                     |                                                | 15. Friederike Marie Christiane von Thüngen       |                                                |  |  |       |  |  |                                 |  |  |                                 |  |